# リメンバー・グループ・サウンズ
『リメンバー・グループ・サウンド』（Remember Group Sound）は、1976年11月に発売されたGSカバーのコンピレーション・アルバムである。近田春夫&ハルヲフォンを中心に複数のアーティストが参加して全26曲を録音してまとめた作品。
※本アルバムが、録音された後お蔵入りになっていた、という情報は誤りである。

## 概要・略歴
キングレコードによって企画された、1966年 - 1968年のグループ・サウンズ（GS）の楽曲のカバー・アルバムである。当初のタイトルは『リメンバー・グループ・サウンド（リメンバーG.S.  1・2）』で、2枚組LPであった。2008年（平成20年）9月26日の初CD化に際しては、同じく2枚組のボリュームだったが、タイトルが『～サウンド』から『～サウンズ』へとマイナーチェンジしている。
参加バンドは、のちに歌謡曲のカバー・アルバム『電撃的東京』（1978年）をリリースする近田春夫&ハルヲフォンをメインにして、子供ばんどのベーシスト・湯川トーベンが在籍していた神無月、ARBのドラマー・KEITHが在籍していたオレンジペコ、上田力が編曲者として関わっていたV.S.O.P.、謎のザ・グループ・サウンズで構成され、神無月のボーカル・清水誠はソロでもクレジットされている。
本作に収録された近田春夫&ハルヲフォンの楽曲のうち、『ノー・ノー・ボーイ』、『ブルー・シャトウ』、『君に会いたい』、『キサナドゥーの伝説』、『愛のリメンバー』、『朝まで待てない』の6曲に関しては、1980年9月に発売された『ハルヲフォン・メモリアル』にも収録されている。
「ネオGS」ムーブメントを巻き起こすザ・ファントムギフトの結成（1984年）よりも8年早い企画であった。

## 収録曲

### Disc 1
1. あの時君は若かった （ザ・スパイダース、1968年） - 近田春夫&ハルヲフォン
  - 作詞：菅原芙美恵、作曲：かまやつひろし
2. エメラルドの伝説 （ザ・テンプターズ、1968年） - 近田春夫&ハルヲフォン
  - 作詞：なかにし礼、作曲：村井邦彦
3. 君だけに愛を （ザ・タイガース、1968年） - 近田春夫&ハルヲフォン	
  - 作詞：橋本淳、作曲：すぎやまこういち
4. 忘れ得ぬ君 （ザ・テンプターズ、1967年） - 神無月
  - 作詞・作曲：松崎由治
5. 想い出の渚 （ザ・ワイルドワンズ、1966年） - ザ・グループ・サウンズ	
  - 作詞：鳥塚繁樹、作曲：加瀬邦彦
6. 長い髪の少女 （ザ・ゴールデン・カップス、1968年） - 清水誠	
  - 作詞：橋本淳、作曲：鈴木邦彦
7. 好きさ好きさ好きさ （ザ・カーナビーツ、1967年） - VSOP
  - 作詞・作曲：クリス・ホワイト、訳詞：蓮健児
8. 君に会いたい （ザ・ジャガーズ、1967年） - 近田春夫&ハルヲフォン	
  - 作詞・作曲：清川正一
9. 雨のバラード （スウィング・ウエスト、1968年） - オレンジ・ペコ
  - 作詞：こうじはるか、作曲：植田嘉靖
10. ブルー・シャトウ （ジャッキー吉川とブルー・コメッツ、1967年） - 近田春夫&ハルヲフォン
  - 作詞：橋本淳、作曲：井上忠夫
11. あなたが欲しい （ザ・ハプニングス・フォー、1967年） - 近田春夫&ハルヲフォン	
  - 作詞・作曲：クニ河内
12. スワンの涙 （オックス、1968年） - 近田春夫&ハルヲフォン	
  - 作詞：橋本淳、作曲：筒美京平
13. ノー・ノー・ボーイ （ザ・スパイダース、1966年） - 近田春夫&ハルヲフォン	
  - 作詞：田辺昭知、作曲：かまやつひろし

### Disc 2
1. バラ色の雲 （ヴィレッジ・シンガーズ、1967年） - ザ・グループ・サウンズ
  - 作詞：橋本淳、作曲：筒美京平
2. 小さなスナック （パープル・シャドウズ、1968年） - ザ・グループ・サウンズ	
  - 作詞：牧ミエコ、作曲：今井久
3. 花の首飾り （ザ・タイガース、1968年） - オレンジ・ペコ
  - 作詞：橋本淳、作曲：すぎやまこういち
4. 真冬の帰り道 （ザ･ランチャーズ、1967年） - オレンジ・ペコ	
  - 作詞：水島哲、作曲：喜多嶋修
5. 愛のリメンバー （寺内タケシとバニーズ、1967年） - 近田春夫&ハルヲフォン	
  - 作詞・作曲：鈴木義之
6. シー・シー・シー （ザ・タイガース、1968年） - 近田春夫&ハルヲフォン	
  - 作詞：安井かずみ、作曲：加瀬邦彦
7. 夕陽が泣いている （ザ・スパイダース、1966年） - 神無月
  - 作詞・作曲：浜口庫之助
8. 神様お願い! （ザ・テンプターズ、1968年） - 近田春夫&ハルヲフォン	
  - 作詞・作曲：松崎由治
9. 朝まで待てない （ザ・モップス、1967年） - 近田春夫&ハルヲフォン	
  - 作詞：阿久悠、作曲：村井邦彦
10. 亜麻色の髪の乙女 （ヴィレッジ・シンガーズ、1968年） - オレンジ・ペコ	
  - 作詞：橋本淳、作曲：すぎやまこういち
11. キサナドゥーの伝説 （ザ ・ジャガーズ、1968年） - 近田春夫&ハルヲフォン
  - 作詞・作曲：ハワード＝ブレイクリー、訳詞：なかにし礼
12. 僕のマリー （ザ・タイガース、1967年） - オレンジ・ペコ	
  - 作詞：橋本淳、作曲：すぎやまこういち
13. あの時君は若かった （ザ・スパイダース、1968年） - 近田春夫&ハルヲフォン
  - 作詞：菅原芙美恵、作曲：かまやつひろし

## 関連事項
- クリス・ホワイト （en:Chris White (musician)）
- ハワード＝ブレイクリー （en:Ken Howard (composer)、Alan Blaikley）
- キサナドゥーの伝説 （en:The Legend of Xanadu）
- ザ・ファントムギフト